# Killipia quadrangularis
Killipia quadrangularis är en tvåhjärtbladig växtart som beskrevs av Henry Allan Gleason. Killipia quadrangularis ingår i släktet Killipia och familjen Melastomataceae. Inga underarter finns listade i Catalogue of Life.